# 祁充格
祁充格（？—1651年），烏蘇氏，滿洲鑲白旗人。
世居瓦爾喀，從吉思哈等歸大清。習文史，努爾哈赤時號稱“四貝勒”，令掌書記。天聰五年，初設六部，授禮部啟心郎。順治二年，授弘文院大學士，充《明史》總裁官。曾参与《三国演义》翻译成满文的工作，1650年刊印。順治八年（1651年）因附多爾袞，與剛林同時處死。